# Interstellar

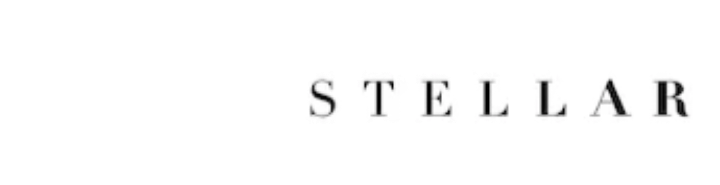

Interstellar är en amerikansk-brittisk episk science fiction-film om en grupp astronauter som via ett maskhål ger sig ut på en interstellär resa. Filmen hade biopremiär i USA den 5 november 2014 och i Storbritannien den  7 november samma år. Christopher Nolan har skrivit manus, regisserat och producerat filmen som är baserad på Kip Thornes teorier om gravitationsfält, maskhål och andra hypoteser. Kip Thorne är även verksam som en av filmens exekutiva producenter. På Oscarsgalan 2015 vann Interstellar för bästa specialeffekter och nominerades även för bästa filmmusik, bästa ljudredigering, bästa ljud och bästa scenografi.

## Handling
Året är 2067 och livet på jorden är hotat av klimatförändringar. Missväxt riskerar orsaka en global hungerkatastrof och ständiga dammstormar håller på att göra luften oandningsbar.
En före detta test-pilot hos NASA, Joseph Cooper, driver en gård tillsammans med sin familj. Runt gården och specifikt kring dottern Murphys bokhylla verkar någon form av magnetisk kraft existera, som bland annat får böcker att falla till golvet i olika typer av mönster. Tillsammans listar Cooper och Murphy ut att mönstren är koordinater.
Koordinaterna leder till en hemlig NASA-anläggning där Coopers tidigare kollegor förklarar situationen. Människan kommer inte kunna överleva på jorden - men det finns ett alternativ. Ett maskhål har upptäckts i närheten av Saturnus. På andra sidan finns tre planeter som skulle kunna vara beboeliga, alla markerade av en tidigare expedition. Planetsystemet kretsar kring ett svart hål som forskarna har döpt till Gargantua.
En grupp forskare sätts ihop för att leda expeditionen in i maskhålet och Cooper rekryteras som pilot. Planen är att hitta en lämplig planet, därefter kommer resten av mänskligheten följa efter via massiva rymdstationer. Samtidigt som expeditionen pågår kommer jordens fysiker försöka lösa problemet med en massevakuering. Innan Cooper åker köper han en klocka till Murphy så att de kan jämföra tidsdilationen när han kommer tillbaka. Murphy tar separationen hårt och de skiljs åt som ovänner. Innan Cooper ger sig av påstår sig Murphy ha avkodat ett sista budskap från bokhyllan: "S-T-A-N-N-A", men Cooper lyssnar inte och reser ändå.
Efter att ha korsat maskhålet undersöker man den första planeten - en vattenplanet som ligger extremt nära det svarta hålet. Den starka gravitationen innebär att en timme på planeten är sju år på jorden. En tidvattenvåg slår ut skeppet och lämnar dem tillfälligt strandsatta - 23 år passerar. På jorden tar sonen Tom över gården medan Murphy anställs som fysiker av NASA. Att evakuera jorden visar sig vara ett svårlöst problem: Människans förståelse för gravitationen är i nuläget inte tillräcklig.
Nästa planet är en isplanet markerad av biologen Dr Mann. Den verkar initialt lovande men det visar sig att Dr Mann har förfalskat data i syfte att inte bli övergiven. Mann, som tappat verklighetsuppfattningen efter år av ensamhet, kapar en av skyttlarna men råkar spränga både sig själv och delar av expeditionens moderskepp Endurance i ett misslyckat försök att docka med det. Cooper lyckas jaga ikapp Endurance i isplanetens stratosfär, men uppdraget ser nu alltmer svårlöst ut.
Hoppet står nu till den sista planeten, men tiden är knapp och bränslet otillräckligt. Cooper och Brand väljer därför att använda det svarta hålet som gravitationsslunga för att öka skeppets hastighet. När de befinner sig nära det svarta hålet offrar Cooper och roboten TARS sig själva genom att tillsammans koppla loss en av skyttlarna och falla in i det svarta hålet. Detta minskar skeppets massa så att bränslet och hastigheten precis räcker till för att Dr Brand ensam ska kunna nå den sista planeten.  
Cooper faller över det svarta hålets händelsehorisont innan han anländer till en fyrdimensionell modell av Murphys flickrum. Det var hela tiden han själv som var den magnetiska kraften bakom bokhyllan, där han kommunicerade från inuti det svarta hålet. Han försöker desperat få sig själv att stanna kvar hos Murphy genom att kommunicera ordet "S-T-A-N-N-A", men den dåtida Cooper lyssnar inte och reser ändå. 
Inne i det svarta hålet får TARS en skymt av singulariteten, kärnan i ett svart hål. Han konverterar datan till morsekod och Cooper överför den till Murphys klocka. Murphy knäcker koden och använder den nyvunna kunskapen om gravitationen till att evakuera mänskligheten.
Drygt hundra år senare vaknar Cooper på en rymdstation i närheten av Saturnus. Människan genomför en storskalig migration i riktning mot den sista planeten. Den kommer definitivt att vara beboelig, eftersom det var människan själv som öppnade maskhålet; i en framtid där vi behärskar resor i tiden. Allting har varit en stängd tidsloop där människan som art hjälpt sig själv framåt. På stationen återförenas Cooper med Murphy som bär klockan på handleden. Samtidigt överblickar Brand en karg ökenplanet - människans nya hem.

## Musik
Musiken skrevs av Hans Zimmer och till stor del skrevs musiken för kyrkorgel varav mycket av musiken spelades in Temple Church i London. Christopher Nolan hade skickat Zimmer en kort metaforisk berättelse om relationen mellan en fader och en son som inte hade någonting med filmen att göra. Han bad Zimmer att komponera musik till berättelsen som var ovetandes om att denna berättelse inte var själva filmen. När Zimmer väl skrivit musiken och Nolan fått lyssna på den bestämde sig Nolan för att göra filmen med motiveringen att han "nu förstår var filmens hjärta är" efter att ha hört Zimmers musik.

## Rollista
- Matthew McConaughey – Joseph "Coop" Cooper[7]
- Anne Hathaway – Dr. Amelia Brand [8]
- Jessica Chastain – Murphy "Murph" Cooper, Coopers dotter
  - Mackenzie Foy – Murphy som ung
  - Ellen Burstyn – Murphy som äldre
- Michael Caine – Professor John Brand, Dr. Brands far
- David Gyasi – Romilly
- Wes Bentley – Doyle
- Matt Damon – Dr. Mann
- Bill Irwin – TARS (röst)
- Josh Stewart – CASE (röst)
- Casey Affleck – Tom Cooper, Coopers son
  - Timothée Chalamet – Tom som ung
- John Lithgow – Donald, Coopers svärfar
- Topher Grace – Getty
- David Oyelowo – Rektor
- William Devane – NASA official